# Бріанна Тейсен-Ітон
Бріанна Тейсен-Ітон (англ. Brianne Theisen-Eaton, нар. 18 грудня 1988, Саскатун, Саскачеван, Канада) — канадська легкоатлетка, що спеціалізується на багатоборстві, бронзова призерка Олімпійських ігор 2016 року. 

## Кар'єра
| Рік  | Чемпіонат                    | Місце проведення         | Місце | Дисципліна   | Результат |
| ---- | ---------------------------- | ------------------------ | ----- | ------------ | --------- |
| 2009 | Чемпіонат світу              | Берлін, Німеччина        | 15    | семиборство  | 5949      |
| 2012 | Олімпійські ігри             | Лондон, Велика Британія  | 10    | семиборство  | 6383      |
| 2013 | Чемпіонат світу              | Москва, Росія            | 2     | семиборство  | 6530      |
| 2014 | Чемпіонат світу в приміщенні | Сопот, Польща            | 2     | п'ятиборство | 4768      |
| 2015 | Чемпіонат світу              | Пекін, Китай             | 2     | семиборство  | 6554      |
| 2016 | Чемпіонат світу в приміщенні | Портленд, США            | 1     | п'ятиборство | 4881      |
| 2016 | Олімпійські ігри             | Ріо-де-Жанейро, Бразилія | 3     | семиборство  | 6653      |

## Особисті рекорди
- 60 метрів з бар'єрами: 8.04 с
- 100 метрів з бар'єрами: 12.94 с
- Стрибки в довжину: 6.72 м, 6.42 м (приміщення)
- Стрибки у висоту: 1.89 м, 1.88 м (приміщення)
- 200 м: 23.33 с
- Штовхання ядра: 13.99 м, 13.86 м (приміщення)
- Метання списа: 46.36 м
- 800 м: 2:09.03, 2:09.89 (приміщення)
- Семиборство: 6808 очок
- П'ятиборство: 4881 очок (приміщення)